# Planta de Pellets (Huasco)
La planta de Pellets de Huasco, es una planta de proceso minero perteneciente a CAP Minería (reestructuración orgánica de la CAP) que produce aglomerados de minerales de hierro. Es parte del proceso productivo de hierro de la CAP en el Valle del Huasco junto con la mina Los Colorados, y el puerto Guacolda II. La planta está localizada a 5 km al sudoeste del centro de la ciudad de Huasco y a 700 km al norte de Santiago de Chile. Su puesta en marcha fue a finales de 1978 con una capacidad nominal de 3 millones de toneladas anuales.
Desde su partida, continuas optimizaciones en todo el proceso han permitido incrementar la producción, disminuir los consumos específicos y diversificar los productos, alcanzando una producción anual de 4 millones de toneladas de pellets para Altos Hornos y Reducción Directa y 100.000 toneladas de pellets chips.

## Proceso Productivo
Si el nivel de impurezas (principalmente fósforo y azufre) que contiene el mineral es relativamente alto, se realiza un proceso de molienda y luego concentración, pero para ello requiere además de un proceso químico de pelletización, donde se reducen significativamente dichas impurezas. Este es el caso del mineral proveniente de la mina Los Colorados, que abastece a la Planta de Pellet de Huasco.
- Transporte de preconcentrado, el preconcentrado producido en mina Los Colorados, es transportado por un ferrocarril hacia la Planta de Pellets, a través de 109 kilómetros de vía férrea.

- Almacenamiento de preconcentrado, el preconcentrado proveniente del yacimiento minero, es almacenado y homogeneizado en una cancha de 500.000 toneladas de capacidad total. Según su calidad y destino, el preconcentrado es acopiado en diversas pilas de calidades definidas para su posterior procesamiento.

- Molienda y clasificación húmeda, el preconcentrado es transportado desde las pilas de almacenamiento, hacia la etapa de molienda que está compuesta de tres líneas de proceso. Cada línea tiene un molino de bolas de 16,5 por 37,5 pies con motor de 6000 HP (4474,2 kW), en circuito cerrado con una batería de 6 hidrociclones. El mineral de hierro es reducido de tamaño y clasificado a 80% bajo 44 micrones (0,044 milímetros).

- Concentración magnética, el concentrador cuenta con un conjunto de baterías de 36” de diámetro y 750 Gauss, y otras de 48” de diámetro y 1000 gauss, conformando las etapas de Concentración Primaria y de Repasos, generando un concentrado magnético que es transferido a la etapa siguiente de Filtrado, y las colas enviadas a un Espesador donde se recupera el agua y el bajo flujo es dispuesto finalmente en un Emisario Submarino.

- Filtrado, El concentrado es sometido a espesamiento; luego se transfiere a los estanques agitadores donde es homogeneizado y posteriormente al filtrado de disco, donde se obtiene el producto denominado pellet feed, el que alimenta el proceso de balling para producir el pellets producto.

- Balling, el “queque” filtrado es mezclado con aditivo en cantidad acorde con el tipo de pellet a producir y la mezcla es alimentada y transformada en pellets verdes en los discos peletizadores, pasando posteriormente a los harneros de rodillo, donde son seleccionados según su tamaño.

- Endurecimiento Térmico, Los pellets verdes, previamente seleccionados son secados y calentados en el Horno de Parrillas hasta una temperatura de 1.100 °C. Luego son llevados al Horno Rotatorio, donde finalmente son endurecidos a temperaturas de aproximadamente 1.300 °C. Los pellets incandescentes son enfriados mediante un flujo de aire a temperatura ambiente, en el Enfriador Anular. El aire caliente obtenido de la transferencia de calor es recuperado hacia el Horno Rotatorio y el Horno Parrilla.

- Almacenamiento de Pellets, los pellets que han sido enfriados y clasificados según su tamaño, son enviados para su almacenamiento a las canchas de productos, donde son acopiados mediante un apilador de acuerdo a calidad.

- Embarque, la recuperación de los pellets desde las canchas se realiza a través de “Capacho” y son transferidos mediante correas a la pluma del embarque. Las instalaciones del Puerto Guacolda II permiten atender naves de hasta 300.000 DWT, con una capacidad de carguío de 60 mil toneladas diarias de producto.

## Puerto Guacolda II
Las instalaciones del Puerto Guacolda II permiten atender naves de hasta 315 metros de eslora, 22 metros de calado, 50 metros de manga y 300.000 toneladas. El ritmo de carguío es mayor a 60.000 tonelada/día.

## Producción
Durante el año 2008, en el Valle del Huasco, la Planta de Pellets operó el tiempo equivalente a 340,71 días efectivos, logrando alcanzar una cifra global de producción de 5 millones 720 mil toneladas métricas, que incluye: 2 millones 647 mil toneladas métricas de pellet autofundente, 1 millón 333 mil toneladas métricas de pellet para reducción directa HyL, 334 mil toneladas métricas de pellet chips y 1 millón 406 mil toneladas métricas de pellet feed.
La producción alcanzada por la Planta de Pellets fue superior en 173 mil toneladas métricas con respecto al año anterior, lo que se originó principalmente por la necesidad de realizar mayores despachos de pellet autofundente y de pellet feed. El ritmo horario de producción alcanzado fue de 487 toneladas métricas por hora promedio.
En cuanto a los resultados operacionales, la alimentación de preconcentrados a molinos fue de 6 millones 873 mil toneladas métricas. La producción de concentrados por molinos fue de 5 millones 724 mil toneladas métricas.
Durante el año la Compañía mantuvo la explotación de minas El Algarrobo adjudicando los trabajos de carguío y transporte a terceros y la operación de la Planta Algarrobito a IMOPAC Ltda. Por otra parte, inició la explotación de Mina Cristales, trabajos que fueron realizados por terceros. La producción de ambas faenas totalizó 665 mil toneladas, de las cuales 650 fueron granzas (carbón mineral lavado y clasificado, cuyo tamaño está entre 15 y 25 mm) y el resto finos.
Con respecto al Puerto Guacolda II, éste atendió a 64 naves, de las cuales 47 fueron despachos al mercado externo y 17 a la Compañía Siderúrgica Huachipato S.A.
| Productos (miles de toneladas)   | 2002 | 2003 | 2004 | 2005 | 2006 | 2007  | 2008  |
| Pellet Autofundente (Alto Horno) | ?    | ?    | ?    | ?    | ?    | 2.647 | 2.451 |
| Pellet Reducción Directa HyL     | ?    | ?    | ?    | ?    | ?    | 1.333 | 1.589 |
| Pellet Feed                      | ?    | ?    | ?    | ?    | ?    | 1.406 | 1.109 |
| Pellet Chip                      | ?    | ?    | ?    | ?    | ?    | 334   | 315   |
| Total                            | ?    | ?    | ?    | ?    | ?    | 5.720 | 5.451 |

## Medio ambiente
Los valores de sedimentación de material particulado (MPS) y de hierro en el material particulado, medidos en la cuenca del Río Huasco son:
- período 1993-2000: 95,7 mg/m²/día y 25,2 mg/m²/día, respectivamente.
- período 1997-2001: 103,8 mg/m²/día y 25,1 mg/m²/día, respectivamente. Esto debido a los altos índices alcanzados en 1997 y especialmente en 1998.
- período 1998-2002: 96,6 mg/m²/día y 28,7 mg/m²/día, respectivamente.
- período 1998-2003: 94,6 mg/m²/día y 28,6 mg/m²/día, respectivamente.
- período 1999-2003: 90,5 mg/m²/día y 27,6 mg/m²/día, respectivamente.

| Indicadores ambientales en cuenca del Río Huasco                     | 1993- 2000 | 2000 | 2001 | 2002 | 2003 | 2004 | 2005 | 2006 | 2007 | 2008 | 2009 | Máximo permitido (DS N°04/92) |
| Sedimentación de material particulado (MPS) total (aire) (mg/m²/día) | 95,7       | 95,3 | 92,1 | 76,5 | 84,3 | 89,8 | 88,3 |      |      |      |      | 100                           |
| Contenido de hierro en el MPS (aire) (mg/m²/día)                     | 25,2       | 26,1 | 23,6 | 25,4 | 23,8 | 28,3 | 28,7 |      |      |      |      | 30                            |

| Indicadores ambientales por producción en cuenca del Río Huasco                                | 1993-2000 | 1997-2001 | 2000  | 2001  | 2002  | 2003  | 2004  | 2005  |
| Emisión de material particulado por chimeneas (aire - polvo) (kg/(t de pellet producido))      | 1,01      | 0,88      | 0,85  | 0,46  | 0,29  | 0,28  | 0,20  | 0,26  |
| Consumo de agua (m³/(t de pellet producido))                                                   | 0,71      | 0,75      | 0,80  | 0,84  | 0,85  | 0,80  | 0,82  | 0,82  |
| Consumo de energía eléctrica (kWh/(t de pellet producido))                                     | 57,9      | 58,42     | 57,2  | 62,1  | 57,3  | 56,7  | 59,9  | 54,7  |
| Consumo de energía calórica (kcal/(t de pellet producido))                                     | 147,8     | 146,3     | 143,5 | 144,2 | 139,6 | 145,3 | 151,7 | 151,8 |
| Descarga de residuos sólidos al mar (agua) {\displaystyle {\frac {kg}{t.de.pellet.producido}}} | 220       | 210       | 210   | 230   | 250   | 210   | 210   | 210   |